# Roy Yorke Calne
Sir Roy Yorke Calne (* 30. Dezember 1930 in London; † 6. Januar 2024 in Cambridge) war ein britischer Chirurg und Pionier der Organtransplantation.

## Biographie

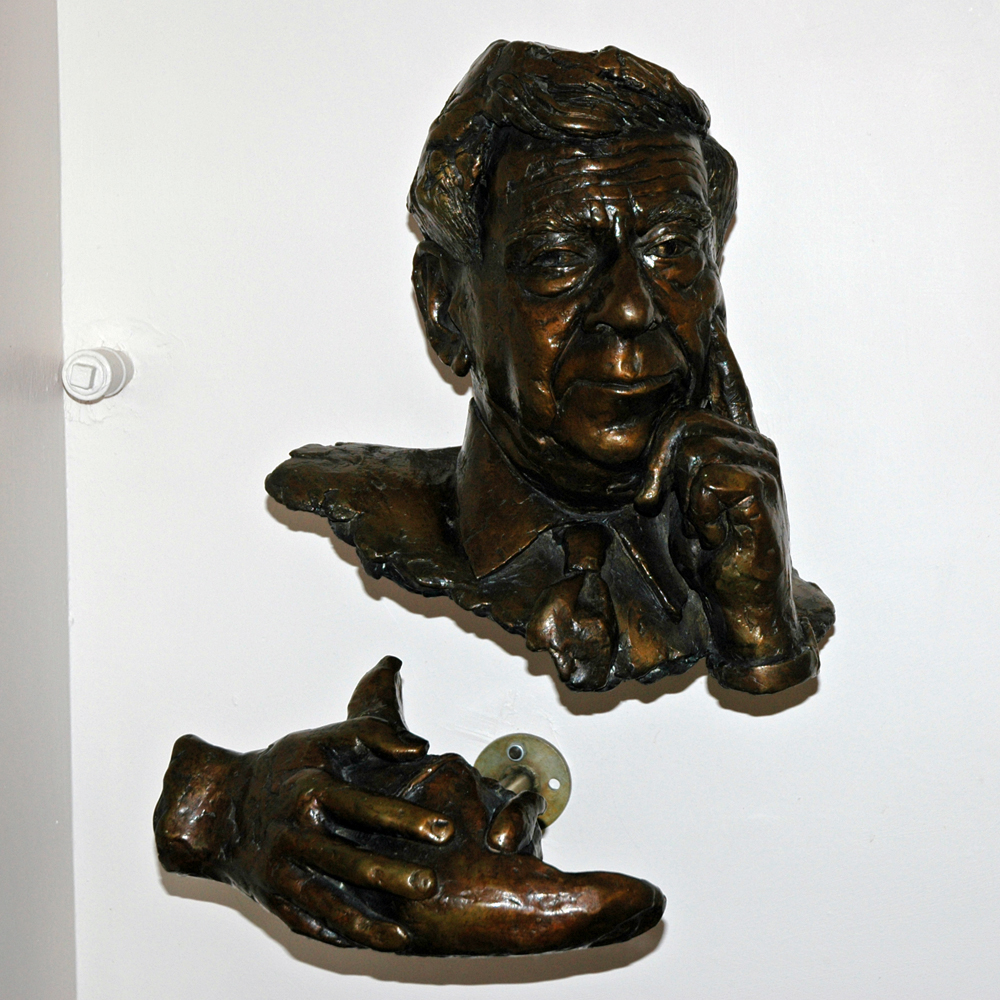
Bronzebüste von Calne, eine Leber haltend, vor dem Hauptoperationssaal des Addenbrooke Hospital, von Laurence Broderick

Calne besuchte das Lancing College, wurde am Guy´s Hospital in London ausgebildet mit einem Abschluss 1953. Danach praktizierte er ein Jahr am Guy´s Hospital und war 1954 bis 1956 Chirurg in der Armee (Royal Army Medical Corps). Danach war er zwei Jahre orthopädischer Chirurg in Oxford. 
Calne begann seine Forschung zur Organtransplantation 1959 am Royal Free Hospital, wo er experimentell die Wirksamkeit von Immunsuppression bei Nierentransplantationen bei Hunden zeigte (6-Mercaptopurin). 
1960/61 war Calne als Harkness Fellow an der Harvard Medical School und am Peter Bent Brigham Hospital in Boston bei Joseph Murray, der 1954 die erste erfolgreiche Nierentransplantation beim Menschen (zwischen den Zwillingen Richard und Ronald Herrick) durchgeführt hatte. Mit Murray und George Hitchings (von Burroughs-Wellcome) setzte er dort die Erprobung von Immunsuppressiva fort, was zur Entwicklung von Imuran führte. Calne und Murray erprobten in dieser Zeit auch den Einsatz von Azathioprin, und 1962 gelang Murray die Transplantation durch Immunsuppression auch bei genetisch nicht identen Personen.
Bei seiner Rückkehr nach England wurde Calne zum Lecturer in Chirurgie am St. Mary´s Hospital in London und 1962 am Westminster Hospital ernannt. Ab 1965 war er Professor für Chirurgie in Cambridge. Außerdem war er konsultierender Chirurg ehrenhalber (Honorary Consultant Surgeon) am Addenbrooke´s Hospital in Cambridge. Er entwickelte dort Nieren- und später Lebertransplantationstechniken. Später war er Professor an der Nationalen Universität von Singapur.

## Leistungen
Ende 1977 erhielten Calne und der Blutkrebsspezialist Ray Powles vom Pharmaunternehmen Sandoz die von Hartmann Stähelin und Jean-François Borel entwickelte Testsubstanz für klinische Pilotversuche mit Cyclosporin A. Calne setzte die neue Substanz zum ersten Mal zur Immunsuppression bei einer Transplantation ein. Nach einer Reihe von Tests 1978 wurde es in die klinische Praxis eingeführt und revolutionierte die Erfolgsaussichten bei Transplantationen.
Als Chirurg führte Calne 1968 die erste Lebertransplantation in Europa aus. 1987 war er der erste, der gleichzeitig Leber, Herz und Lunge transplantierte. 1992 führte er die erste Darmtransplantation in Großbritannien durch und 1994 die erste erfolgreiche kombinierte Transplantation von Leber, Darm, Bauchspeicheldrüse, Magen und Nieren.
Neben Büchern über Chirurgie, wie einem frühen Standardlehrbuch der Nierentransplantation (1963), schrieb er auch ein Buch über die Gefahren der Überbevölkerung (Too many people).

## Auszeichnungen
1992 erhielt er den Medawar Prize der Transplantation Society und 2001 den König-Faisal-Preis für Medizin. 1973 wurde er in die Royal Society gewählt. Seit 1993 ist er ordentliches Mitglied der Academia Europaea. 1984 erhielt er die Lister-Medaille (Lister-Vorlesung 1985: Organ transplantation from laboratory to clinic). 1990 erhielt er die Ellison-Cliffe Medaille der Royal Society of Medicine, 1992 den Ernst Jung-Preis in Medizin und 2012 den Lasker~DeBakey Clinical Medical Research Award. 1986 wurde er als Knight Bachelor in den britischen Adelsstand erhoben und führte seither den Namenszusatz „Sir“. Er ist durch ein Porträt von John Bellany (1991) in der National Portrait Gallery vertreten und malte auch selbst.

## Schriften
- Gift of Life. Observations on organ transplantations, Basic Books 1970
- Geschenktes Leben, Deutsche Stiftung Organtransplantation, Neu Isenburg 1992 (mit Abbildungen von Gemälden von Calne anlässlich einer Wanderausstellung in Deutschland)
- mit Harold Ellis Lecture Notes on General Surgery, 12. Auflage, Blackwell Publishing 2011
- The ultimate gift. The story of Britain´s premier transplant surgeon, London, Headline 1998
- Renal transplantation in man, London, Arnold 1963
- Surgical research – curiosity and luck: personal observations and prejudices. Annals of the Royal College of Surgeons of England 66 (1983), S. 211–213; übersetzt von Rüdiger Döhler in Mitteilungsblatt der DGOT 2/1986, S. 29–36.
- Colour Atlas of Renal Transplantation, Mosby 1984
- A Colour Atlas Of Surgical Anatomy Of The Abdomen, Mosby 1988
- Colour Atlas of Liver Transplantation, 1985
- Herausgeber Immunological aspects of transplantation chirurgy, Wiley 1973
- Herausgeber Transplantation immunology - clinical and experimental, Oxford University Press 1984
- Herausgeber Liver transplantation. The Cambridge-Kings College Hospital experience, New York 1983
- Herausgeber Clinical organ transplantation, Oxford, Blackwell Scientific Publ., 1971
- Too many people, London, Calder Publications 1994